# Чемпионат СССР по тяжёлой атлетике 1977
52-й чемпионат СССР по тяжёлой атлетике прошёл с 5 по 9 мая 1977 года в Ростове-на-Дону (РСФСР). В нём приняли участие 147 атлетов, которые были разделены на 10 весовых категорий и соревновались в двоеборье (рывок и толчок).

## Медалисты
| Категория    | Золото                                     | Золото                 | Серебро                                    | Серебро                | Бронза                                   | Бронза                 |
| До 52 кг     | Валентин Полонский Вооружённые Силы Москва | 235 кг (100 + 135)     | Адам Гнатов «Локомотив» Львов              | 232,5 кг (97,5 + 135)  | Каныбек Осмоналиев «Буревестник» Фрунзе  | 230 кг (102,5 + 127,5) |
| До 56 кг     | Валерий Агибалов «Спартак» Уфа             | 250 кг (107,5 + 142,5) | Виктор Веретенников «Труд» Волгоград       | 247,5 кг (105 + 142,5) | Сергей Старжинский «Авангард» Запорожье  | 245 кг (107,5 + 137,5) |
| До 60 кг     | Николай Колесников «Труд» Бугульма         | 275 кг (122,5 + 152,5) | Владимир Сазанов Вооружённые Силы Куйбышев | 265 кг (120 + 145)     | Вадим Бабошин «Спартак» Рыбинск          | 265 кг (112,5 + 152,5) |
| До 67,5 кг   | Валерий Вергун Вооружённые Силы Минск      | 305 кг (140 + 165)     | Равис Мухаметов Вооружённые Силы Пермь     | 292,5 кг (125 + 167,5) | Виктор Шуба «Буревестник» Днепропетровск | 292,5 кг (125 + 167,5) |
| До 75 кг     | Юрий Варданян «Локомотив» Ленинакан        | 347,5 кг (157,5 + 190) | Владимир Томилов «Зенит» Куйбышев          | 322,5 кг (137,5 + 185) | Василий Денисов Вооружённые Силы Пермь   | 322,5 кг (142,5 + 180) |
| До 82,5 кг   | Валерий Шарий Вооружённые Силы Минск       | 362,5 кг (157,5 + 205) | Вадим Авжян Вооружённые Силы Архангельск   | 340 кг (147,5 + 192,5) | Анатолий Пипериди «Енбек» Алма-Ата       | 335 кг (145 + 190)     |
| До 90 кг     | Адам Сайдулаев Вооружённые Силы Грозный    | 375 кг (165 + 210)     | Павел Сырчин Вооружённые Силы Пермь        | 370 кг (162,5 + 207,5) | Сергей Полторацкий Вооружённые Силы Киев | 362,5 кг (162,5 + 200) |
| До 100 кг    | Анатолий Козлов «Водник» Холмогоры         | 387,5 кг (175 + 212,5) | Геннадий Маляр Вооружённые Силы Ташкент    | 375 кг (162,5 + 212,5) | Игорь Никитин Вооружённые Силы Хабаровск | 375 кг (165 + 210)     |
| До 110 кг    | Валерий Кузниченко «Авангард» Бровары      | 385 кг (165 + 220)     | Михаил Шаманский Вооружённые Силы Николаев | 385 кг (170 + 215)     | Леонид Тараненко «Урожай» Минск          | 377,5 кг (165 + 212,5) |
| Свыше 110 кг | Асланбек Еналдиев «Спартак» Орджоникидзе   | 415 кг (185 + 230)     | Виктор Окороков «Урожай» Смоленск          | 397,5 кг (172,5 + 225) | Олег Чепайкин Вооружённые Силы Алма-Ата  | 395 кг (172,5 + 222,5) |